# Al-Baqara

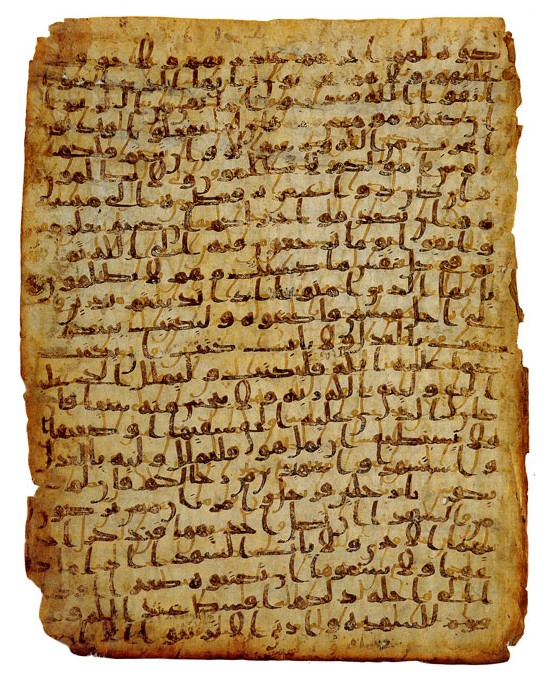
Textausschnitt aus der Sure al-Baqara (Verse 206 bis 217), Handschrift aus dem 1. Jahrhundert nach der Hidschra

Die Sure al-Baqara (arabisch سورة البقرة, DMG Sūrat al-Baqara ‚Sure ‚Die Kuh‘‘) ist die zweite Sure des Korans. Sie umfasst 286 Verse und ist damit auch die längste Sure. Außerdem zeichnet sie sich gegenüber anderen Suren durch ihre Fülle von Themen aus. Der Religionswissenschaftler Bertram Schmitz hat sie deswegen einen „Quran im Kleinen“ genannt. Der Name der Sure bezieht sich auf ein Gespräch zwischen dem Propheten Mose und den Israeliten über eine Kuh, die sie opfern mussten (nicht zu verwechseln mit dem bekannten Vorfall um das Goldene Kalb). Auf formaler Ebene verleiht der refrainartig an sechs Stelen (Verse 20, 106, 109, 148, 259, 284) vorkommende Reimsatz wa-Llāhu ʿalā kulli šaiʾin qadīr („Gott hat zu allem die Macht“) der Sure Kohärenz.
Bekannt sind der Thronvers (Vers 255) und der darauffolgende Vers 256 mit der Aussage, dass es keinen Zwang in der Religion gebe, sowie die Verse 246 ff., in denen die Salbung des künftigen israelitischen Königs Saul durch den Propheten Samuel erwähnt wird. Vers 282 ist der längste Vers im Koran.

## Chronologische Einordnung
Die Sure al-Baqara ist eine medinensische Sure, die zum größten Teil während der ersten zwei Jahre nach der Hidschra offenbart worden sein soll Einige Abschnitte (zum Beispiel über das Zinsverbot) stammen aus späterer Zeit, die letzten drei Verse wurden der Überlieferung nach in Mekka offenbart.

## Name
Der Name al-Baqara („Die Kuh“) sagt nichts über den Inhalt der Sure aus. Er leitet sich vielmehr von einem Vorfall ab, der in den Versen 67–71 erwähnt wird: die Anweisung an die Israeliten, eine Kuh zu schlachten. Die Geschichte ähnelt der von der jungen Kuh in Numeri 19 und der vom Kalb in Deuteronomium 21,1-19. Die Episode hat keine zentrale Bedeutung, aber weil das arabische Wort baqara („Kuh“) in diesen Versen viermal vorkommt und sonst nirgendwo im Koran, wurde es als praktische Bezeichnung zur Identifizierung der Sure gewählt.

## Inhalte
Die Sure behandelt eine Vielzahl von Themen, darunter auch rechtliche Fragen, und erzählt Geschichten von Adam, Abraham und Mose. Ein Thema ist die Aufforderung an die Ungläubigen und die Juden in Medina, sich zum Islam zu bekehren, wobei sie und die Heuchler vor dem Schicksal gewarnt werden, das Gott in der Vergangenheit denjenigen zuerteilt gehabt habe, die seinem Ruf nicht nachgekommen waren. Die Adam/Eva/Iblīs-Perikope in Vers 30–39 beschreibt, wie Gott beschließt, einen Stellvertreter auf Erden einzusetzen, wobei er die Bedenken der Engel hinsichtlich der Schäden und des Blutvergießens, die die Folge sein würden, durch die Zurschaustellung von Adams gottgegebenem Wissen über die Namen der Dinge zerstreut.
In Vers 113 wird gemäß Schmitz die gegenseitige Verwerfung von Judentum und Christentum verwendet, um den Absolutheitsanspruch des Islams zu begründen. Beide Religionen würden gewissermaßen gegeneinander ausgespielt, um die Richtigkeit der neuen Religion aufzuzeigen. Dieser Gedanke wird in den folgenden Abschnitten fortgesetzt.
Die Verse 124–141 erzählen die Abrahamsgeschichte deutend nach und erklären, warum die Kaaba in Mekka zum Heiligtum des Islams geworden ist. Mit Abraham wird nämlich in Vers 125 zugleich der eigentliche Ort der Verehrung Gottes eingeführt, das von ihm errichtete und von Gott eingesetzte „Haus“. In Vers 135 beruft sich der Text auf die „Religion Abrahams“ (millat Ibrāhīm), die vor der Herausbildung der beiden Religionen stand. Auf diese Weise werden die beiden schon bestehenden Religionsgemeinschaften von ihrem Ursprung her zeitlich überboten, da Abraham vor Moses und Jesus gelebt hat. Der Vers nimmt die Kernaussage von Vers 111 wieder auf: Während dort in aktueller Weise der Anspruch der Juden und Christen auf Rechtleitung zurückgewiesen wird, argumentiert Vers 135 historisch gegen diese beiden Religionen durch Verweis auf die einzige Religion Abrahams. Aus der Formulierung von Vers 135, die gegen Juden und Christen gerichtet ist und betont, dass Abraham kein Beigeseller war, konnte an dieser Stelle auch gefolgert werden, dass die Angehörigen der beiden Religionen ebenfalls Beigeseller seien. Während in Vers 135 noch die Juden oder Christen meinen, festlegen zu können, wer „rechtgeleitet“ ist, wird in Vers 137 der Anspruch umgedreht: der Koran ist nicht aus der Perspektive der biblischen Religionen zu prüfen, sondern die eigene Religion soll den Maßstab für Richtigkeit des Glaubens von Juden und Christen bilden. In Vers 138 wird den Tauchriten der Vorgängerreligionen – der Taufe im Christentum und dem Eintauchen in die Mikwe beim Eintritt ins Judentum – ein eigener Taufritus entgegengesetzt, der besser ist als alle anderen, die „Taufe Gottes“ (ṣibġat Allāh).
Der Abschnitt knüpft in verschiedenerlei Hinsicht an das 1. Buch Mose an. Während der erste Teil von Vers 124 zum Beispiel dem Vers 1. Mose 22,1  entspricht, der die Versuchung durch Gottes Auftrag beschreibt, gibt der letzte Teil des Verses ein Resümee von 1. Mose 22, 15-19 , der eine Verheißung an die Nachkommenschaft Abrahams einschließt. Ein entscheidender Unterschied ist jedoch, dass im 1. Buch Mose keine Einschränkung formuliert ist und sich die Verheißung auf alle Nachkommen bezieht, während im Koran explizit darauf hingewiesen wird, dass die Verheißung nicht die „Frevler“ (ẓālimūn) einbezieht. Ein Unterschied zur Abrahamserzählung im 1. Buch Mose liegt auch darin, dass Abraham besonders mit seinem Sohn Ismael verbunden ist und dieser gegenüber Isaak einen Vorrang hat. So wird er in Vers 127 zusammen mit Abraham mit dem Bau des „Hauses“ (= der Kaaba) assoziiert.
Vers 134 und Vers 141 sind miteinander identisch. Sie betonen die Abgeschlossenheit der früheren Gemeinschaft.
Die Verse 142 bis 152 enthalten Ausführungen zur Änderung der Gebetsrichtung zur Kaaba hin. Vers 158 erwähnt die zwei Hügel as-Safā und al-Marwa, die hier als Kultsymbole Gottes bezeichnet werden. Vers 173 verbietet den Verzehr von Fleisch natürlich verendeter Tiere, von Blut und Schweinefleisch und von Fleisch von Tieren, bei deren Schlachtung jemand anderer als Allah angerufen wurde. In Vers 183 ist das Gebot des Fastens enthalten sowie in Vers 185 der dafür vorgesehene Monat Ramadan festgelegt.

## Gesamtstruktur
Angelika Neuwirth zählt Sure 2 zu den sekundär zusammengefügten Langen Suren, die „rein akkumulativ gewachsene Text-Massen“ sind, keine durchsichtigen Kompositionsschemata mehr aufweisen und als „Sammelkörbe für isolierte Versgruppen“ dienen. Allerdings gibt es auch bei diesen Suren Versuche, eine ihnen zugrundeliegende Struktur zu finden. Bertram Schmitz hat versucht zu zeigen, dass es sich „trotz aller 'Nebenthemen' und 'Einschübe' letztlich bei der ganzen Sure um eine in sich geschlossene Sinneinheit“ und „einen für jene Zeit durchaus verständlichen durchgehenden Argumentationsgang“ handelt. Die ganze Sure ist nach den Ergebnissen seiner Analyse in der Weise angelegt, dass zunächst in abstrakter Form beschrieben wird, was anschließend in konkreter Form veranschaulicht wird.
Die Forschung zur Struktur und Kohärenz von Sure 2 tendiert grundsätzlich dazu, den Verlauf eines dominanten Themas in allen Textblöcken, aus denen die Sure besteht, nachzuzeichnen.

### Einteilung nach A. A. Islāhī und Neal Robinson
Der pakistanische Gelehrte Amīn Ahsan Islāhī (gest. 1997) unterteilte die Sure in Einführung, vier Hauptteile und Schlussteil. Diese Unterteilung wurde von Neal Robinson im Wesentlichen übernommen, allerdings zieht er die Grenze zwischen dem dritten und vierten Abschnitt nicht hinter Vers 162, sondern Vers 152.
| Unterteilung Islāhī                      | Unterteilung Robinson                       | Wesentliche Inhalte nach Zahniser |
| ---------------------------------------- | ------------------------------------------- | --- |
| Einführung (1–39)                        | Prolog (1–39)                               | Offenbarung, Glaube und Unglaube, Die Geschichte Adams |
| Ansprache an die Kinder Israels (40–121) | Kritik der Kinder Israels (40–121)          | In dem mit „Ihr Kinder Israels!“ beginnenden Abschnitt werden die Juden und Christen Arabiens kritisiert, oft mit der „Metapher des schlechten Geschäftsabschlusses“, außerdem enthält er eine Sammlung kurzer Erzählungen über die Israeliten unter der Führung von Moses. |
| Das abrahamitische Erbe (122–162)        | Das abrahamitische Erbe (122–152)           | Aufruf an die Kinder Israels, sich mit der muslimischen Gemeinschaft um Abraham, den gemeinsamen Vorfahren der beiden Gemeinschaften, zu vereinen. Die Kaaba spielt dabei eine wichtige Rolle, ebenso wie die Änderung der Qibla.                                           |
| Die Scharia oder das Gesetz (163–242)    | Gesetzgebung für die neue Nation (153–242)  | Längster Abschnitt der Sure mit neuen Gesetzen für die neu gegründete Nation, die „mittlere Nation“ (umma wasaṭ) ist. |
| Befreiung der Kaaba (243–283)            | Der Kampf zur Befreiung der Kaaba (243–283) | Der Prozess, der erforderlich ist, um die Kaaba als rituelles Zentrum der neuen Gemeinschaft zu befreien. |
| Schlussteil (284–286)                    | Epilog (284–286)                            | |

### Einteilung nach Raymond K. Farrin
Nach Raymond K. Farrin hat die Sure eine ringförmige Gesamtstruktur, sie ist also chiastisch angeordnet. Die Ringform stellt sich für ihn folgendermaßen dar:
| A: Glaube versus Unglaube (1–20) B: Gottes Schöpfung; Sein umfassendes Wissen, hier bezüglich der Sünden von Adam und Eva (21–39) C: Moses verkündet den Kindern Israels das Gesetz (40–103) D: Abraham wurde geprüft, Kaaba von Abraham und Ismael erbaut; Antworten an die Ahl al-kitāb (104–141) E: Die Kaaba ist die neue Qibla; dies ist eine Prüfung des Glaubens; wetteifert im Tun des Guten (142–152) D': Muslime werden geprüft; die Kaaba, Safā und Minā, Antworten an Polytheisten (153–177) C': Der Prophet verkündet den Muslimen das Gesetz (178–253) B': Gottes Schöpfung; Sein umfassendes Wissen, hier bezüglich der Wohltätigkeit und der finanziellen Angelegenheiten (254–284) A': Glaube versus Unglaube (285–286) |

### Einteilung nach Nevin Reda El-Tahry
Nevin Reda El-Tahry hebt in ihrer Analyse der Sure die Wiederholung der Idee von Erwählung, Unterweisung und Prüfung hervor und verwendet formale, rhetorische und thematische Textmarkierungen, um die Sure in drei Abschnitte zu gliedern:
1. Vers 1–39, wo Adam zum Stellvertreter Gottes auf Erden gewählt und anschließend unterwiesen und geprüft wird,
2. Vers 40–123, wo die Kinder Israels ebenfalls erwählt werden, den Bund und andere Anweisungen erhalten und wiederholt geprüft werden, und
3. Vers 124–286, wo Abraham in ähnlicher Weise unterwiesen, geprüft und erwählt wird, indem er zum Führer der Menschheit wird, was die Erwählung der muslimischen Gemeinschaft präfiguriert.[35]